# Eric Dancer
Sir Eric Dancer (Sheffield, 17 aprile 1940) è un imprenditore britannico.

## Biografia
Vinse una borsa di studio per la King Edward VII School e, dopo, studiò a Sheffield Polytechnic dove si laureò al Chartered Institute of Management and the Chartered Institute of Purchasing and Supply. Dopo essersi trasferito a Devon nel 1980 conseguì il Diploma in Direzione Aziendale presso l'Università di Exeter.
La sua carriera nel settore industriale durò 30 anni nel Consiglio, di cui gli ultimi 20 sono stati come Amministratore Delegato del Dartington Crystal, prima del suo ritiro nel 2000.
È stato il presidente fondatore del Devon and Cornwall Training and Enterprise Council, TEC National Council, the West Country Development Corporation, assessore della National TEC, consigliere del Segretario di Stato per l'occupazione, membro della National Training Task Force, membro dei consigli di CBI e della Royal Society of Arts e come Governatore della University of Plymouth.
Nel 1998 è stato nominato Lord luogotenente del Devon.